# Баден-Баден 1925
Баден-Баден 1925 — международный шахматный турнир, проходивший с 16 апреля по 13 мая 1925 года в Баден-Баден.
В турнире участвовал 21 сильнейший шахматист мира (кроме X. Р. Капабланки и Эм. Ласкера). Победил А. Алехин, который играл в «стиле настоящего чемпиона мира» (С. Тартаковер), — 16 очков (без поражений); 2-е место занял А. Рубинштейн — 14½, 3-е — Ф. Земиш — 13½.
В турнире участвовал И. Рабинович (7-е место). В советской шахматной литературе (в связи со скандальным отъездом Боголюбова) его участие называлось 1-м выступлением советского шахматиста в международных соревнованиях за рубежом.

## Примечательные партии
Партию против Р. Рети (белые) А. Алехин считал одним из своих высших творческим достижений.
|   | a | b | c | d | e | f | g | h |   |
| - | --- | --- | --- | --- | --- | --- | --- | --- | - |
| 8 | a8 чёрная ладья · e8 чёрная ладья · g8 чёрный король · b7 чёрная пешка · c7 чёрный ферзь · f7 чёрная пешка · g7 чёрная пешка · c6 чёрная пешка · f6 чёрный конь · b5 белая пешка · c5 белый конь · d5 чёрный конь · c4 белый ферзь · d4 белый конь · g4 чёрный слон · g3 белая пешка · d2 белая ладья · e2 белая пешка · f2 белая пешка · c1 белая ладья · g1 белый король · h1 белый слон | a8 чёрная ладья · e8 чёрная ладья · g8 чёрный король · b7 чёрная пешка · c7 чёрный ферзь · f7 чёрная пешка · g7 чёрная пешка · c6 чёрная пешка · f6 чёрный конь · b5 белая пешка · c5 белый конь · d5 чёрный конь · c4 белый ферзь · d4 белый конь · g4 чёрный слон · g3 белая пешка · d2 белая ладья · e2 белая пешка · f2 белая пешка · c1 белая ладья · g1 белый король · h1 белый слон | a8 чёрная ладья · e8 чёрная ладья · g8 чёрный король · b7 чёрная пешка · c7 чёрный ферзь · f7 чёрная пешка · g7 чёрная пешка · c6 чёрная пешка · f6 чёрный конь · b5 белая пешка · c5 белый конь · d5 чёрный конь · c4 белый ферзь · d4 белый конь · g4 чёрный слон · g3 белая пешка · d2 белая ладья · e2 белая пешка · f2 белая пешка · c1 белая ладья · g1 белый король · h1 белый слон | a8 чёрная ладья · e8 чёрная ладья · g8 чёрный король · b7 чёрная пешка · c7 чёрный ферзь · f7 чёрная пешка · g7 чёрная пешка · c6 чёрная пешка · f6 чёрный конь · b5 белая пешка · c5 белый конь · d5 чёрный конь · c4 белый ферзь · d4 белый конь · g4 чёрный слон · g3 белая пешка · d2 белая ладья · e2 белая пешка · f2 белая пешка · c1 белая ладья · g1 белый король · h1 белый слон | a8 чёрная ладья · e8 чёрная ладья · g8 чёрный король · b7 чёрная пешка · c7 чёрный ферзь · f7 чёрная пешка · g7 чёрная пешка · c6 чёрная пешка · f6 чёрный конь · b5 белая пешка · c5 белый конь · d5 чёрный конь · c4 белый ферзь · d4 белый конь · g4 чёрный слон · g3 белая пешка · d2 белая ладья · e2 белая пешка · f2 белая пешка · c1 белая ладья · g1 белый король · h1 белый слон | a8 чёрная ладья · e8 чёрная ладья · g8 чёрный король · b7 чёрная пешка · c7 чёрный ферзь · f7 чёрная пешка · g7 чёрная пешка · c6 чёрная пешка · f6 чёрный конь · b5 белая пешка · c5 белый конь · d5 чёрный конь · c4 белый ферзь · d4 белый конь · g4 чёрный слон · g3 белая пешка · d2 белая ладья · e2 белая пешка · f2 белая пешка · c1 белая ладья · g1 белый король · h1 белый слон | a8 чёрная ладья · e8 чёрная ладья · g8 чёрный король · b7 чёрная пешка · c7 чёрный ферзь · f7 чёрная пешка · g7 чёрная пешка · c6 чёрная пешка · f6 чёрный конь · b5 белая пешка · c5 белый конь · d5 чёрный конь · c4 белый ферзь · d4 белый конь · g4 чёрный слон · g3 белая пешка · d2 белая ладья · e2 белая пешка · f2 белая пешка · c1 белая ладья · g1 белый король · h1 белый слон | a8 чёрная ладья · e8 чёрная ладья · g8 чёрный король · b7 чёрная пешка · c7 чёрный ферзь · f7 чёрная пешка · g7 чёрная пешка · c6 чёрная пешка · f6 чёрный конь · b5 белая пешка · c5 белый конь · d5 чёрный конь · c4 белый ферзь · d4 белый конь · g4 чёрный слон · g3 белая пешка · d2 белая ладья · e2 белая пешка · f2 белая пешка · c1 белая ладья · g1 белый король · h1 белый слон | 8 |
| 7 | a8 чёрная ладья · e8 чёрная ладья · g8 чёрный король · b7 чёрная пешка · c7 чёрный ферзь · f7 чёрная пешка · g7 чёрная пешка · c6 чёрная пешка · f6 чёрный конь · b5 белая пешка · c5 белый конь · d5 чёрный конь · c4 белый ферзь · d4 белый конь · g4 чёрный слон · g3 белая пешка · d2 белая ладья · e2 белая пешка · f2 белая пешка · c1 белая ладья · g1 белый король · h1 белый слон | a8 чёрная ладья · e8 чёрная ладья · g8 чёрный король · b7 чёрная пешка · c7 чёрный ферзь · f7 чёрная пешка · g7 чёрная пешка · c6 чёрная пешка · f6 чёрный конь · b5 белая пешка · c5 белый конь · d5 чёрный конь · c4 белый ферзь · d4 белый конь · g4 чёрный слон · g3 белая пешка · d2 белая ладья · e2 белая пешка · f2 белая пешка · c1 белая ладья · g1 белый король · h1 белый слон | a8 чёрная ладья · e8 чёрная ладья · g8 чёрный король · b7 чёрная пешка · c7 чёрный ферзь · f7 чёрная пешка · g7 чёрная пешка · c6 чёрная пешка · f6 чёрный конь · b5 белая пешка · c5 белый конь · d5 чёрный конь · c4 белый ферзь · d4 белый конь · g4 чёрный слон · g3 белая пешка · d2 белая ладья · e2 белая пешка · f2 белая пешка · c1 белая ладья · g1 белый король · h1 белый слон | a8 чёрная ладья · e8 чёрная ладья · g8 чёрный король · b7 чёрная пешка · c7 чёрный ферзь · f7 чёрная пешка · g7 чёрная пешка · c6 чёрная пешка · f6 чёрный конь · b5 белая пешка · c5 белый конь · d5 чёрный конь · c4 белый ферзь · d4 белый конь · g4 чёрный слон · g3 белая пешка · d2 белая ладья · e2 белая пешка · f2 белая пешка · c1 белая ладья · g1 белый король · h1 белый слон | a8 чёрная ладья · e8 чёрная ладья · g8 чёрный король · b7 чёрная пешка · c7 чёрный ферзь · f7 чёрная пешка · g7 чёрная пешка · c6 чёрная пешка · f6 чёрный конь · b5 белая пешка · c5 белый конь · d5 чёрный конь · c4 белый ферзь · d4 белый конь · g4 чёрный слон · g3 белая пешка · d2 белая ладья · e2 белая пешка · f2 белая пешка · c1 белая ладья · g1 белый король · h1 белый слон | a8 чёрная ладья · e8 чёрная ладья · g8 чёрный король · b7 чёрная пешка · c7 чёрный ферзь · f7 чёрная пешка · g7 чёрная пешка · c6 чёрная пешка · f6 чёрный конь · b5 белая пешка · c5 белый конь · d5 чёрный конь · c4 белый ферзь · d4 белый конь · g4 чёрный слон · g3 белая пешка · d2 белая ладья · e2 белая пешка · f2 белая пешка · c1 белая ладья · g1 белый король · h1 белый слон | a8 чёрная ладья · e8 чёрная ладья · g8 чёрный король · b7 чёрная пешка · c7 чёрный ферзь · f7 чёрная пешка · g7 чёрная пешка · c6 чёрная пешка · f6 чёрный конь · b5 белая пешка · c5 белый конь · d5 чёрный конь · c4 белый ферзь · d4 белый конь · g4 чёрный слон · g3 белая пешка · d2 белая ладья · e2 белая пешка · f2 белая пешка · c1 белая ладья · g1 белый король · h1 белый слон | a8 чёрная ладья · e8 чёрная ладья · g8 чёрный король · b7 чёрная пешка · c7 чёрный ферзь · f7 чёрная пешка · g7 чёрная пешка · c6 чёрная пешка · f6 чёрный конь · b5 белая пешка · c5 белый конь · d5 чёрный конь · c4 белый ферзь · d4 белый конь · g4 чёрный слон · g3 белая пешка · d2 белая ладья · e2 белая пешка · f2 белая пешка · c1 белая ладья · g1 белый король · h1 белый слон | 7 |
| 6 | a8 чёрная ладья · e8 чёрная ладья · g8 чёрный король · b7 чёрная пешка · c7 чёрный ферзь · f7 чёрная пешка · g7 чёрная пешка · c6 чёрная пешка · f6 чёрный конь · b5 белая пешка · c5 белый конь · d5 чёрный конь · c4 белый ферзь · d4 белый конь · g4 чёрный слон · g3 белая пешка · d2 белая ладья · e2 белая пешка · f2 белая пешка · c1 белая ладья · g1 белый король · h1 белый слон | a8 чёрная ладья · e8 чёрная ладья · g8 чёрный король · b7 чёрная пешка · c7 чёрный ферзь · f7 чёрная пешка · g7 чёрная пешка · c6 чёрная пешка · f6 чёрный конь · b5 белая пешка · c5 белый конь · d5 чёрный конь · c4 белый ферзь · d4 белый конь · g4 чёрный слон · g3 белая пешка · d2 белая ладья · e2 белая пешка · f2 белая пешка · c1 белая ладья · g1 белый король · h1 белый слон | a8 чёрная ладья · e8 чёрная ладья · g8 чёрный король · b7 чёрная пешка · c7 чёрный ферзь · f7 чёрная пешка · g7 чёрная пешка · c6 чёрная пешка · f6 чёрный конь · b5 белая пешка · c5 белый конь · d5 чёрный конь · c4 белый ферзь · d4 белый конь · g4 чёрный слон · g3 белая пешка · d2 белая ладья · e2 белая пешка · f2 белая пешка · c1 белая ладья · g1 белый король · h1 белый слон | a8 чёрная ладья · e8 чёрная ладья · g8 чёрный король · b7 чёрная пешка · c7 чёрный ферзь · f7 чёрная пешка · g7 чёрная пешка · c6 чёрная пешка · f6 чёрный конь · b5 белая пешка · c5 белый конь · d5 чёрный конь · c4 белый ферзь · d4 белый конь · g4 чёрный слон · g3 белая пешка · d2 белая ладья · e2 белая пешка · f2 белая пешка · c1 белая ладья · g1 белый король · h1 белый слон | a8 чёрная ладья · e8 чёрная ладья · g8 чёрный король · b7 чёрная пешка · c7 чёрный ферзь · f7 чёрная пешка · g7 чёрная пешка · c6 чёрная пешка · f6 чёрный конь · b5 белая пешка · c5 белый конь · d5 чёрный конь · c4 белый ферзь · d4 белый конь · g4 чёрный слон · g3 белая пешка · d2 белая ладья · e2 белая пешка · f2 белая пешка · c1 белая ладья · g1 белый король · h1 белый слон | a8 чёрная ладья · e8 чёрная ладья · g8 чёрный король · b7 чёрная пешка · c7 чёрный ферзь · f7 чёрная пешка · g7 чёрная пешка · c6 чёрная пешка · f6 чёрный конь · b5 белая пешка · c5 белый конь · d5 чёрный конь · c4 белый ферзь · d4 белый конь · g4 чёрный слон · g3 белая пешка · d2 белая ладья · e2 белая пешка · f2 белая пешка · c1 белая ладья · g1 белый король · h1 белый слон | a8 чёрная ладья · e8 чёрная ладья · g8 чёрный король · b7 чёрная пешка · c7 чёрный ферзь · f7 чёрная пешка · g7 чёрная пешка · c6 чёрная пешка · f6 чёрный конь · b5 белая пешка · c5 белый конь · d5 чёрный конь · c4 белый ферзь · d4 белый конь · g4 чёрный слон · g3 белая пешка · d2 белая ладья · e2 белая пешка · f2 белая пешка · c1 белая ладья · g1 белый король · h1 белый слон | a8 чёрная ладья · e8 чёрная ладья · g8 чёрный король · b7 чёрная пешка · c7 чёрный ферзь · f7 чёрная пешка · g7 чёрная пешка · c6 чёрная пешка · f6 чёрный конь · b5 белая пешка · c5 белый конь · d5 чёрный конь · c4 белый ферзь · d4 белый конь · g4 чёрный слон · g3 белая пешка · d2 белая ладья · e2 белая пешка · f2 белая пешка · c1 белая ладья · g1 белый король · h1 белый слон | 6 |
| 5 | a8 чёрная ладья · e8 чёрная ладья · g8 чёрный король · b7 чёрная пешка · c7 чёрный ферзь · f7 чёрная пешка · g7 чёрная пешка · c6 чёрная пешка · f6 чёрный конь · b5 белая пешка · c5 белый конь · d5 чёрный конь · c4 белый ферзь · d4 белый конь · g4 чёрный слон · g3 белая пешка · d2 белая ладья · e2 белая пешка · f2 белая пешка · c1 белая ладья · g1 белый король · h1 белый слон | a8 чёрная ладья · e8 чёрная ладья · g8 чёрный король · b7 чёрная пешка · c7 чёрный ферзь · f7 чёрная пешка · g7 чёрная пешка · c6 чёрная пешка · f6 чёрный конь · b5 белая пешка · c5 белый конь · d5 чёрный конь · c4 белый ферзь · d4 белый конь · g4 чёрный слон · g3 белая пешка · d2 белая ладья · e2 белая пешка · f2 белая пешка · c1 белая ладья · g1 белый король · h1 белый слон | a8 чёрная ладья · e8 чёрная ладья · g8 чёрный король · b7 чёрная пешка · c7 чёрный ферзь · f7 чёрная пешка · g7 чёрная пешка · c6 чёрная пешка · f6 чёрный конь · b5 белая пешка · c5 белый конь · d5 чёрный конь · c4 белый ферзь · d4 белый конь · g4 чёрный слон · g3 белая пешка · d2 белая ладья · e2 белая пешка · f2 белая пешка · c1 белая ладья · g1 белый король · h1 белый слон | a8 чёрная ладья · e8 чёрная ладья · g8 чёрный король · b7 чёрная пешка · c7 чёрный ферзь · f7 чёрная пешка · g7 чёрная пешка · c6 чёрная пешка · f6 чёрный конь · b5 белая пешка · c5 белый конь · d5 чёрный конь · c4 белый ферзь · d4 белый конь · g4 чёрный слон · g3 белая пешка · d2 белая ладья · e2 белая пешка · f2 белая пешка · c1 белая ладья · g1 белый король · h1 белый слон | a8 чёрная ладья · e8 чёрная ладья · g8 чёрный король · b7 чёрная пешка · c7 чёрный ферзь · f7 чёрная пешка · g7 чёрная пешка · c6 чёрная пешка · f6 чёрный конь · b5 белая пешка · c5 белый конь · d5 чёрный конь · c4 белый ферзь · d4 белый конь · g4 чёрный слон · g3 белая пешка · d2 белая ладья · e2 белая пешка · f2 белая пешка · c1 белая ладья · g1 белый король · h1 белый слон | a8 чёрная ладья · e8 чёрная ладья · g8 чёрный король · b7 чёрная пешка · c7 чёрный ферзь · f7 чёрная пешка · g7 чёрная пешка · c6 чёрная пешка · f6 чёрный конь · b5 белая пешка · c5 белый конь · d5 чёрный конь · c4 белый ферзь · d4 белый конь · g4 чёрный слон · g3 белая пешка · d2 белая ладья · e2 белая пешка · f2 белая пешка · c1 белая ладья · g1 белый король · h1 белый слон | a8 чёрная ладья · e8 чёрная ладья · g8 чёрный король · b7 чёрная пешка · c7 чёрный ферзь · f7 чёрная пешка · g7 чёрная пешка · c6 чёрная пешка · f6 чёрный конь · b5 белая пешка · c5 белый конь · d5 чёрный конь · c4 белый ферзь · d4 белый конь · g4 чёрный слон · g3 белая пешка · d2 белая ладья · e2 белая пешка · f2 белая пешка · c1 белая ладья · g1 белый король · h1 белый слон | a8 чёрная ладья · e8 чёрная ладья · g8 чёрный король · b7 чёрная пешка · c7 чёрный ферзь · f7 чёрная пешка · g7 чёрная пешка · c6 чёрная пешка · f6 чёрный конь · b5 белая пешка · c5 белый конь · d5 чёрный конь · c4 белый ферзь · d4 белый конь · g4 чёрный слон · g3 белая пешка · d2 белая ладья · e2 белая пешка · f2 белая пешка · c1 белая ладья · g1 белый король · h1 белый слон | 5 |
| 4 | a8 чёрная ладья · e8 чёрная ладья · g8 чёрный король · b7 чёрная пешка · c7 чёрный ферзь · f7 чёрная пешка · g7 чёрная пешка · c6 чёрная пешка · f6 чёрный конь · b5 белая пешка · c5 белый конь · d5 чёрный конь · c4 белый ферзь · d4 белый конь · g4 чёрный слон · g3 белая пешка · d2 белая ладья · e2 белая пешка · f2 белая пешка · c1 белая ладья · g1 белый король · h1 белый слон | a8 чёрная ладья · e8 чёрная ладья · g8 чёрный король · b7 чёрная пешка · c7 чёрный ферзь · f7 чёрная пешка · g7 чёрная пешка · c6 чёрная пешка · f6 чёрный конь · b5 белая пешка · c5 белый конь · d5 чёрный конь · c4 белый ферзь · d4 белый конь · g4 чёрный слон · g3 белая пешка · d2 белая ладья · e2 белая пешка · f2 белая пешка · c1 белая ладья · g1 белый король · h1 белый слон | a8 чёрная ладья · e8 чёрная ладья · g8 чёрный король · b7 чёрная пешка · c7 чёрный ферзь · f7 чёрная пешка · g7 чёрная пешка · c6 чёрная пешка · f6 чёрный конь · b5 белая пешка · c5 белый конь · d5 чёрный конь · c4 белый ферзь · d4 белый конь · g4 чёрный слон · g3 белая пешка · d2 белая ладья · e2 белая пешка · f2 белая пешка · c1 белая ладья · g1 белый король · h1 белый слон | a8 чёрная ладья · e8 чёрная ладья · g8 чёрный король · b7 чёрная пешка · c7 чёрный ферзь · f7 чёрная пешка · g7 чёрная пешка · c6 чёрная пешка · f6 чёрный конь · b5 белая пешка · c5 белый конь · d5 чёрный конь · c4 белый ферзь · d4 белый конь · g4 чёрный слон · g3 белая пешка · d2 белая ладья · e2 белая пешка · f2 белая пешка · c1 белая ладья · g1 белый король · h1 белый слон | a8 чёрная ладья · e8 чёрная ладья · g8 чёрный король · b7 чёрная пешка · c7 чёрный ферзь · f7 чёрная пешка · g7 чёрная пешка · c6 чёрная пешка · f6 чёрный конь · b5 белая пешка · c5 белый конь · d5 чёрный конь · c4 белый ферзь · d4 белый конь · g4 чёрный слон · g3 белая пешка · d2 белая ладья · e2 белая пешка · f2 белая пешка · c1 белая ладья · g1 белый король · h1 белый слон | a8 чёрная ладья · e8 чёрная ладья · g8 чёрный король · b7 чёрная пешка · c7 чёрный ферзь · f7 чёрная пешка · g7 чёрная пешка · c6 чёрная пешка · f6 чёрный конь · b5 белая пешка · c5 белый конь · d5 чёрный конь · c4 белый ферзь · d4 белый конь · g4 чёрный слон · g3 белая пешка · d2 белая ладья · e2 белая пешка · f2 белая пешка · c1 белая ладья · g1 белый король · h1 белый слон | a8 чёрная ладья · e8 чёрная ладья · g8 чёрный король · b7 чёрная пешка · c7 чёрный ферзь · f7 чёрная пешка · g7 чёрная пешка · c6 чёрная пешка · f6 чёрный конь · b5 белая пешка · c5 белый конь · d5 чёрный конь · c4 белый ферзь · d4 белый конь · g4 чёрный слон · g3 белая пешка · d2 белая ладья · e2 белая пешка · f2 белая пешка · c1 белая ладья · g1 белый король · h1 белый слон | a8 чёрная ладья · e8 чёрная ладья · g8 чёрный король · b7 чёрная пешка · c7 чёрный ферзь · f7 чёрная пешка · g7 чёрная пешка · c6 чёрная пешка · f6 чёрный конь · b5 белая пешка · c5 белый конь · d5 чёрный конь · c4 белый ферзь · d4 белый конь · g4 чёрный слон · g3 белая пешка · d2 белая ладья · e2 белая пешка · f2 белая пешка · c1 белая ладья · g1 белый король · h1 белый слон | 4 |
| 3 | a8 чёрная ладья · e8 чёрная ладья · g8 чёрный король · b7 чёрная пешка · c7 чёрный ферзь · f7 чёрная пешка · g7 чёрная пешка · c6 чёрная пешка · f6 чёрный конь · b5 белая пешка · c5 белый конь · d5 чёрный конь · c4 белый ферзь · d4 белый конь · g4 чёрный слон · g3 белая пешка · d2 белая ладья · e2 белая пешка · f2 белая пешка · c1 белая ладья · g1 белый король · h1 белый слон | a8 чёрная ладья · e8 чёрная ладья · g8 чёрный король · b7 чёрная пешка · c7 чёрный ферзь · f7 чёрная пешка · g7 чёрная пешка · c6 чёрная пешка · f6 чёрный конь · b5 белая пешка · c5 белый конь · d5 чёрный конь · c4 белый ферзь · d4 белый конь · g4 чёрный слон · g3 белая пешка · d2 белая ладья · e2 белая пешка · f2 белая пешка · c1 белая ладья · g1 белый король · h1 белый слон | a8 чёрная ладья · e8 чёрная ладья · g8 чёрный король · b7 чёрная пешка · c7 чёрный ферзь · f7 чёрная пешка · g7 чёрная пешка · c6 чёрная пешка · f6 чёрный конь · b5 белая пешка · c5 белый конь · d5 чёрный конь · c4 белый ферзь · d4 белый конь · g4 чёрный слон · g3 белая пешка · d2 белая ладья · e2 белая пешка · f2 белая пешка · c1 белая ладья · g1 белый король · h1 белый слон | a8 чёрная ладья · e8 чёрная ладья · g8 чёрный король · b7 чёрная пешка · c7 чёрный ферзь · f7 чёрная пешка · g7 чёрная пешка · c6 чёрная пешка · f6 чёрный конь · b5 белая пешка · c5 белый конь · d5 чёрный конь · c4 белый ферзь · d4 белый конь · g4 чёрный слон · g3 белая пешка · d2 белая ладья · e2 белая пешка · f2 белая пешка · c1 белая ладья · g1 белый король · h1 белый слон | a8 чёрная ладья · e8 чёрная ладья · g8 чёрный король · b7 чёрная пешка · c7 чёрный ферзь · f7 чёрная пешка · g7 чёрная пешка · c6 чёрная пешка · f6 чёрный конь · b5 белая пешка · c5 белый конь · d5 чёрный конь · c4 белый ферзь · d4 белый конь · g4 чёрный слон · g3 белая пешка · d2 белая ладья · e2 белая пешка · f2 белая пешка · c1 белая ладья · g1 белый король · h1 белый слон | a8 чёрная ладья · e8 чёрная ладья · g8 чёрный король · b7 чёрная пешка · c7 чёрный ферзь · f7 чёрная пешка · g7 чёрная пешка · c6 чёрная пешка · f6 чёрный конь · b5 белая пешка · c5 белый конь · d5 чёрный конь · c4 белый ферзь · d4 белый конь · g4 чёрный слон · g3 белая пешка · d2 белая ладья · e2 белая пешка · f2 белая пешка · c1 белая ладья · g1 белый король · h1 белый слон | a8 чёрная ладья · e8 чёрная ладья · g8 чёрный король · b7 чёрная пешка · c7 чёрный ферзь · f7 чёрная пешка · g7 чёрная пешка · c6 чёрная пешка · f6 чёрный конь · b5 белая пешка · c5 белый конь · d5 чёрный конь · c4 белый ферзь · d4 белый конь · g4 чёрный слон · g3 белая пешка · d2 белая ладья · e2 белая пешка · f2 белая пешка · c1 белая ладья · g1 белый король · h1 белый слон | a8 чёрная ладья · e8 чёрная ладья · g8 чёрный король · b7 чёрная пешка · c7 чёрный ферзь · f7 чёрная пешка · g7 чёрная пешка · c6 чёрная пешка · f6 чёрный конь · b5 белая пешка · c5 белый конь · d5 чёрный конь · c4 белый ферзь · d4 белый конь · g4 чёрный слон · g3 белая пешка · d2 белая ладья · e2 белая пешка · f2 белая пешка · c1 белая ладья · g1 белый король · h1 белый слон | 3 |
| 2 | a8 чёрная ладья · e8 чёрная ладья · g8 чёрный король · b7 чёрная пешка · c7 чёрный ферзь · f7 чёрная пешка · g7 чёрная пешка · c6 чёрная пешка · f6 чёрный конь · b5 белая пешка · c5 белый конь · d5 чёрный конь · c4 белый ферзь · d4 белый конь · g4 чёрный слон · g3 белая пешка · d2 белая ладья · e2 белая пешка · f2 белая пешка · c1 белая ладья · g1 белый король · h1 белый слон | a8 чёрная ладья · e8 чёрная ладья · g8 чёрный король · b7 чёрная пешка · c7 чёрный ферзь · f7 чёрная пешка · g7 чёрная пешка · c6 чёрная пешка · f6 чёрный конь · b5 белая пешка · c5 белый конь · d5 чёрный конь · c4 белый ферзь · d4 белый конь · g4 чёрный слон · g3 белая пешка · d2 белая ладья · e2 белая пешка · f2 белая пешка · c1 белая ладья · g1 белый король · h1 белый слон | a8 чёрная ладья · e8 чёрная ладья · g8 чёрный король · b7 чёрная пешка · c7 чёрный ферзь · f7 чёрная пешка · g7 чёрная пешка · c6 чёрная пешка · f6 чёрный конь · b5 белая пешка · c5 белый конь · d5 чёрный конь · c4 белый ферзь · d4 белый конь · g4 чёрный слон · g3 белая пешка · d2 белая ладья · e2 белая пешка · f2 белая пешка · c1 белая ладья · g1 белый король · h1 белый слон | a8 чёрная ладья · e8 чёрная ладья · g8 чёрный король · b7 чёрная пешка · c7 чёрный ферзь · f7 чёрная пешка · g7 чёрная пешка · c6 чёрная пешка · f6 чёрный конь · b5 белая пешка · c5 белый конь · d5 чёрный конь · c4 белый ферзь · d4 белый конь · g4 чёрный слон · g3 белая пешка · d2 белая ладья · e2 белая пешка · f2 белая пешка · c1 белая ладья · g1 белый король · h1 белый слон | a8 чёрная ладья · e8 чёрная ладья · g8 чёрный король · b7 чёрная пешка · c7 чёрный ферзь · f7 чёрная пешка · g7 чёрная пешка · c6 чёрная пешка · f6 чёрный конь · b5 белая пешка · c5 белый конь · d5 чёрный конь · c4 белый ферзь · d4 белый конь · g4 чёрный слон · g3 белая пешка · d2 белая ладья · e2 белая пешка · f2 белая пешка · c1 белая ладья · g1 белый король · h1 белый слон | a8 чёрная ладья · e8 чёрная ладья · g8 чёрный король · b7 чёрная пешка · c7 чёрный ферзь · f7 чёрная пешка · g7 чёрная пешка · c6 чёрная пешка · f6 чёрный конь · b5 белая пешка · c5 белый конь · d5 чёрный конь · c4 белый ферзь · d4 белый конь · g4 чёрный слон · g3 белая пешка · d2 белая ладья · e2 белая пешка · f2 белая пешка · c1 белая ладья · g1 белый король · h1 белый слон | a8 чёрная ладья · e8 чёрная ладья · g8 чёрный король · b7 чёрная пешка · c7 чёрный ферзь · f7 чёрная пешка · g7 чёрная пешка · c6 чёрная пешка · f6 чёрный конь · b5 белая пешка · c5 белый конь · d5 чёрный конь · c4 белый ферзь · d4 белый конь · g4 чёрный слон · g3 белая пешка · d2 белая ладья · e2 белая пешка · f2 белая пешка · c1 белая ладья · g1 белый король · h1 белый слон | a8 чёрная ладья · e8 чёрная ладья · g8 чёрный король · b7 чёрная пешка · c7 чёрный ферзь · f7 чёрная пешка · g7 чёрная пешка · c6 чёрная пешка · f6 чёрный конь · b5 белая пешка · c5 белый конь · d5 чёрный конь · c4 белый ферзь · d4 белый конь · g4 чёрный слон · g3 белая пешка · d2 белая ладья · e2 белая пешка · f2 белая пешка · c1 белая ладья · g1 белый король · h1 белый слон | 2 |
| 1 | a8 чёрная ладья · e8 чёрная ладья · g8 чёрный король · b7 чёрная пешка · c7 чёрный ферзь · f7 чёрная пешка · g7 чёрная пешка · c6 чёрная пешка · f6 чёрный конь · b5 белая пешка · c5 белый конь · d5 чёрный конь · c4 белый ферзь · d4 белый конь · g4 чёрный слон · g3 белая пешка · d2 белая ладья · e2 белая пешка · f2 белая пешка · c1 белая ладья · g1 белый король · h1 белый слон | a8 чёрная ладья · e8 чёрная ладья · g8 чёрный король · b7 чёрная пешка · c7 чёрный ферзь · f7 чёрная пешка · g7 чёрная пешка · c6 чёрная пешка · f6 чёрный конь · b5 белая пешка · c5 белый конь · d5 чёрный конь · c4 белый ферзь · d4 белый конь · g4 чёрный слон · g3 белая пешка · d2 белая ладья · e2 белая пешка · f2 белая пешка · c1 белая ладья · g1 белый король · h1 белый слон | a8 чёрная ладья · e8 чёрная ладья · g8 чёрный король · b7 чёрная пешка · c7 чёрный ферзь · f7 чёрная пешка · g7 чёрная пешка · c6 чёрная пешка · f6 чёрный конь · b5 белая пешка · c5 белый конь · d5 чёрный конь · c4 белый ферзь · d4 белый конь · g4 чёрный слон · g3 белая пешка · d2 белая ладья · e2 белая пешка · f2 белая пешка · c1 белая ладья · g1 белый король · h1 белый слон | a8 чёрная ладья · e8 чёрная ладья · g8 чёрный король · b7 чёрная пешка · c7 чёрный ферзь · f7 чёрная пешка · g7 чёрная пешка · c6 чёрная пешка · f6 чёрный конь · b5 белая пешка · c5 белый конь · d5 чёрный конь · c4 белый ферзь · d4 белый конь · g4 чёрный слон · g3 белая пешка · d2 белая ладья · e2 белая пешка · f2 белая пешка · c1 белая ладья · g1 белый король · h1 белый слон | a8 чёрная ладья · e8 чёрная ладья · g8 чёрный король · b7 чёрная пешка · c7 чёрный ферзь · f7 чёрная пешка · g7 чёрная пешка · c6 чёрная пешка · f6 чёрный конь · b5 белая пешка · c5 белый конь · d5 чёрный конь · c4 белый ферзь · d4 белый конь · g4 чёрный слон · g3 белая пешка · d2 белая ладья · e2 белая пешка · f2 белая пешка · c1 белая ладья · g1 белый король · h1 белый слон | a8 чёрная ладья · e8 чёрная ладья · g8 чёрный король · b7 чёрная пешка · c7 чёрный ферзь · f7 чёрная пешка · g7 чёрная пешка · c6 чёрная пешка · f6 чёрный конь · b5 белая пешка · c5 белый конь · d5 чёрный конь · c4 белый ферзь · d4 белый конь · g4 чёрный слон · g3 белая пешка · d2 белая ладья · e2 белая пешка · f2 белая пешка · c1 белая ладья · g1 белый король · h1 белый слон | a8 чёрная ладья · e8 чёрная ладья · g8 чёрный король · b7 чёрная пешка · c7 чёрный ферзь · f7 чёрная пешка · g7 чёрная пешка · c6 чёрная пешка · f6 чёрный конь · b5 белая пешка · c5 белый конь · d5 чёрный конь · c4 белый ферзь · d4 белый конь · g4 чёрный слон · g3 белая пешка · d2 белая ладья · e2 белая пешка · f2 белая пешка · c1 белая ладья · g1 белый король · h1 белый слон | a8 чёрная ладья · e8 чёрная ладья · g8 чёрный король · b7 чёрная пешка · c7 чёрный ферзь · f7 чёрная пешка · g7 чёрная пешка · c6 чёрная пешка · f6 чёрный конь · b5 белая пешка · c5 белый конь · d5 чёрный конь · c4 белый ферзь · d4 белый конь · g4 чёрный слон · g3 белая пешка · d2 белая ладья · e2 белая пешка · f2 белая пешка · c1 белая ладья · g1 белый король · h1 белый слон | 1 |
|   | a | b | c | d | e | f | g | h |   |

1.g3 е5 2.Kf3 e4 3.Kd4 d5 4.d3 ed 5.Ф:d3 Kf6 6.Cg2 Cb4+ 7.Cd2 С:d2+ 8.К:d2 0—0 9.c4 Ka6 10.cd Kb4 11.Фс4 Kb:d5 12.К2b3 с6 13.0—0 Ле8 14. Лfd1 Cg4 15.Лd2 Фс8 16.Kc5 Ch3 17.Cf3 Cg4 18.Cg2 Ch3 19.Cf3 Cg4 20.Ch1 h5 21.b4 а6 22.Лс1 h4 23.a4 hg 24.hg Фс7 25.b5 ab 26.ab (см. диаграмму) 26. ... Ле3 27.Kf3 cb 28.Ф:b5 Кс3 29.Ф:b7 Ф:b7 30.K:b7 K:e2+ 31.Kph2 Ke4 32.Лс4 К:f2 33.Cg2 Ce6 34.Лсс2 Kg4+ 35.Kph3 Ke5+ 36.Kph2 Л:f3 37.Л:e2 Kg4+ 38.Kph3 Ke3+ 39.Kph2 К:c2 40.С:f3 Kd4, 0 : 1.

## Таблица
| №  | Участник            | Страна       | 1 | 2 | 3 | 4 | 5 | 6 | 7 | 8 | 9 | 10 | 11 | 12 | 13 | 14 | 15 | 16 | 17 | 18 | 19 | 20 | 21 |  | +  | −  | =  | Очки | Место |
| -- | ------------------- | ------------ | - | - | - | - | - | - | - | - | - | -- | -- | -- | -- | -- | -- | -- | -- | -- | -- | -- | -- |  | -- | -- | -- | ---- | ----- |
| 1  | Алехин, Александр   |              |   | ½ | 1 | ½ | 1 | ½ | 1 | ½ | 1 | ½  | 1  | 1  | ½  | ½  | 1  | ½  | 1  | 1  | 1  | 1  | 1  |  | 12 | 0  | 8  | 16   | 1     |
| 2  | Рубинштейн, Акиба   | Польша       | ½ |   | ½ | ½ | ½ | 0 | ½ | ½ | ½ | 1  | ½  | 1  | 1  | 1  | 1  | 1  | ½  | 1  | 1  | 1  | 1  |  | 10 | 1  | 9  | 14½  | 2     |
| 3  | Земиш, Фридрих      | Германия     | 0 | ½ |   | 1 | 0 | ½ | ½ | ½ | 1 | ½  | 1  | 1  | 1  | ½  | 1  | ½  | 0  | 1  | 1  | 1  | 1  |  | 10 | 3  | 7  | 13½  | 3     |
| 4  | Боголюбов, Ефим     | СССР         | ½ | ½ | 0 |   | 0 | 1 | 0 | 0 | 1 | 1  | 1  | 1  | 1  | ½  | 0  | 1  | ½  | 1  | 1  | 1  | 1  |  | 11 | 5  | 4  | 13   | 4     |
| 5  | Маршалл, Фрэнк      | США          | 0 | ½ | 1 | 1 |   | ½ | 1 | ½ | ½ | ½  | 0  | ½  | ½  | ½  | ½  | ½  | 1  | 1  | ½  | 1  | 1  |  | 7  | 2  | 11 | 12½  | 5-6   |
| 6  | Тартаковер, Савелий |              | ½ | 1 | ½ | 0 | ½ |   | ½ | ½ | 1 | ½  | ½  | ½  | ½  | ½  | 1  | 1  | ½  | ½  | 1  | ½  | 1  |  | 6  | 1  | 13 | 12½  | 5-6   |
| 7  | Рабинович, Илья     | СССР         | 0 | ½ | ½ | 1 | 0 | ½ |   | ½ | 0 | ½  | ½  | ½  | 1  | 1  | ½  | 1  | 1  | 1  | ½  | ½  | 1  |  | 7  | 3  | 10 | 12   | 7     |
| 8  | Грюнфельд, Эрнст    | Австрия      | ½ | ½ | ½ | 1 | ½ | ½ | ½ |   | ½ | 0  | 0  | 1  | ½  | 1  | 0  | ½  | 1  | 0  | 1  | 1  | 1  |  | 7  | 4  | 9  | 11½  | 8     |
| 9  | Нимцович, Арон      | Дания        | 0 | ½ | 0 | 0 | ½ | 0 | 1 | ½ |   | ½  | 1  | 0  | ½  | 1  | ½  | 1  | ½  | 1  | 1  | ½  | 1  |  | 7  | 5  | 8  | 11   | 9     |
| 10 | Торре, Карлос       | Мексика      | ½ | 0 | ½ | 0 | ½ | ½ | ½ | 1 | ½ |    | ½  | 0  | ½  | 0  | 1  | ½  | ½  | ½  | 1  | 1  | 1  |  | 5  | 4  | 11 | 10½  | 10    |
| 11 | Рети, Рихард        | Чехословакия | 0 | ½ | 0 | 0 | 1 | ½ | ½ | 1 | 0 | ½  |    | ½  | 1  | 1  | ½  | ½  | ½  | 0  | 1  | 0  | 1  |  | 6  | 6  | 8  | 10   | 11-13 |
| 12 | Трейбал, Карел      | Чехословакия | 0 | 0 | 0 | 0 | ½ | ½ | ½ | 0 | 1 | 1  | ½  |    | ½  | 1  | 0  | ½  | ½  | 1  | 1  | ½  | 1  |  | 6  | 6  | 8  | 10   | 11-13 |
| 13 | Шпильман, Рудольф   | Австрия      | ½ | 0 | 0 | 0 | ½ | ½ | 0 | ½ | ½ | ½  | 0  | ½  |    | 1  | 1  | 1  | 0  | 1  | ½  | 1  | 1  |  | 6  | 6  | 8  | 10   | 11-13 |
| 14 | Карльс, Карл        | Германия     | ½ | 0 | ½ | ½ | ½ | ½ | 0 | 0 | 0 | 1  | 0  | 0  | 0  |    | 0  | 1  | 1  | ½  | 1  | 1  | 1  |  | 6  | 8  | 6  | 9    | 14    |
| 15 | Ейтс, Фредерик      | Англия       | 0 | 0 | 0 | 1 | ½ | 0 | ½ | 1 | ½ | 0  | ½  | 1  | 0  | 1  |    | 0  | 0  | 0  | 1  | 0  | 1  |  | 6  | 10 | 4  | 8    | 15    |
| 16 | Росселли, Стефано   | Италия       | ½ | 0 | ½ | 0 | ½ | 0 | 0 | ½ | 0 | ½  | ½  | ½  | 0  | 0  | 1  |    | 1  | 1  | 0  | ½  | ½  |  | 3  | 8  | 9  | 7½   | 16-17 |
| 17 | Тарраш, Зигберт     | Германия     | 0 | ½ | 1 | ½ | 0 | ½ | 0 | 0 | ½ | ½  | ½  | ½  | 1  | 0  | 1  | 0  |    | ½  | 0  | 0  | ½  |  | 3  | 8  | 9  | 7½   | 16-17 |
| 18 | Колле, Эдгар        | Бельгия      | 0 | 0 | 0 | 0 | 0 | ½ | 0 | 1 | 0 | ½  | 1  | 0  | 0  | ½  | 1  | 0  | ½  |    | 0  | 1  | 1  |  | 5  | 11 | 4  | 7    | 18    |
| 19 | Мизес, Жак          | Германия     | 0 | 0 | 0 | 0 | ½ | 0 | ½ | 0 | 0 | 0  | 0  | 0  | ½  | 0  | 0  | 1  | 1  | 1  |    | 1  | 1  |  | 5  | 12 | 3  | 6½   | 19    |
| 20 | Томас, Джордж       | Англия       | 0 | 0 | 0 | 0 | 0 | ½ | ½ | 0 | ½ | 0  | 1  | ½  | 0  | 0  | 1  | ½  | 1  | 0  | 0  |    | ½  |  | 3  | 11 | 6  | 6    | 20    |
| 21 | Кольсте, Ян         | Нидерланды   | 0 | 0 | 0 | 0 | 0 | 0 | 0 | 0 | 0 | 0  | 0  | 0  | 0  | 0  | 0  | ½  | ½  | 0  | 0  | ½  |    |  | 0  | 17 | 3  | 1½   | 21    |